# Рыбаков, Фёдор Максимович
Фёдор Максимович Рыбаков (1921—1994) — российский инженер, специалист в области СВЧ-электроники, лауреат Ленинской премии.
Родился 22.05.1921 в деревне Борок Псковской губернии. Участник Великой Отечественной войны: работал на авторемонтной гарнизонной базе, затем воевал на передовой, демобилизован после ранения.
Окончил Ленинградский институт точной механики и оптики (ЛИТМО) (1948), в который поступил ещё до войны, и аспирантуру. С 1951 года работал на заводе «Светлана» и его Особом КБ (ОКБ) электронных приборов с производством: инженер, начальник отдела, начальник лаборатории СВЧ-электроники. Руководил разработкой и серийным освоением более 160 типов генераторных приборов различного назначения: отражательных клистронов и ламп обратной волны, а также твердотельных генераторов на диодах Ганна.
Кандидат технических наук (1952). Лауреат Ленинской премии 1965 года.